# Evangelos Caroki
Evangelos Caroki, född i Aten 1944, var Greklands ambassadör vid Greklands ambassad i Stockholm mellan åren 2005 och 2010. Caroki och utbildades på Georgetown University i Washington, D.C. i USA. Han inledde sin karriär inom den grekiska utrikesförvaltningen 1979 och har bland annat tjänstgjort i Tyskland och Kosovo samt som ambassadör i Pakistan 2002-2005.